# ピーター・デバイ
ピーター・ジョセフ・ウィリアム・デバイ（Peter Joseph William Debye オランダ語: [dəˈbɛiə], 1884年3月24日 - 1966年11月2日）は、オランダ・マーストリヒト出身の物理学者・化学者で、1936年のノーベル化学賞受賞者である。

## 経歴
出生時の名は「ペテルス・ヨセフス・ウィルヘルムス・デバイェ」または「ピーター・ヨセフ・ウィレム・デバイェ」(Petrus Josephus Wilhelmus Debije / Pieter Joseph Willem Debije)であった。
1911年からチューリッヒ大学、ユトレヒト大学、ゲッティンゲン大学の教授を歴任した。1920年チューリッヒ工科大学教授、1927年ライプツィヒ大学教授を経て、1934年から1938年までベルリン大学教授とカイザー・ウィルヘルム物理学研究所の所長を兼任した。
1939年に渡米して、1940年から1950年までコーネル大学教授を務めた。1946年にアメリカ合衆国に帰化した。アメリカ化学会は彼を記念して1962年にピーター・デバイ賞を創設した。

## おもな研究分野・業績
- 1912年 - 非対称分子の電気双極子モーメント（誘電率）の研究、これにより分子モーメントの単位名にデバイの名前が使われている。
- 1912年 - 低温領域の比熱に対するアインシュタインの式をプランクの量子論をつかって拡張した（デバイの比熱式）。
- 1913年 - ニールス・ボーアの原子構造の理論を拡張した。
- 1914年–1915年 - ポール・シェラーとX線散乱による構造解析法デバイ-シェラー法を開発した。
- 1923年 - エーリヒ・ヒュッケルと電解液中の、デバイ-ヒュッケルの式を提出した。
- 1923年 - コンプトン効果の説明を行った。

## 受賞歴
- 1930年 - ランフォード・メダル
- 1935年 - ローレンツメダル
- 1937年 - フランクリン・メダル
- 1936年 - 分子構造の研究への貢献でノーベル化学賞
- 1949年 - ウィラード・ギブズ賞
- 1950年 - マックス・プランク・メダル
- 1961年 - ウィリアム・H・ニコルズ賞
- 1963年 - プリーストリー賞
- 1965年 - アメリカ国家科学賞